# 산와정 (미에현)
산와정(三和町)은 일본 미에현 다키군에 설치되었던 정이다. 현재의 메이와정 북부, 이세만 연안에 해당한다.